# Мазеппа (Миннесота)
Мазеппа (англ. Mazeppa) — город, расположенный в округе Уабаша, штат Миннесота, США вдоль северной развилки реки Зумбры. Население составляет 771 человек в переписи 2008 года. 44 % жителей города Мазеппа немецкого происхождения, а 10 % — ирландского. Был назван в честь гетмана Украины Ивана Мазепы.

## История

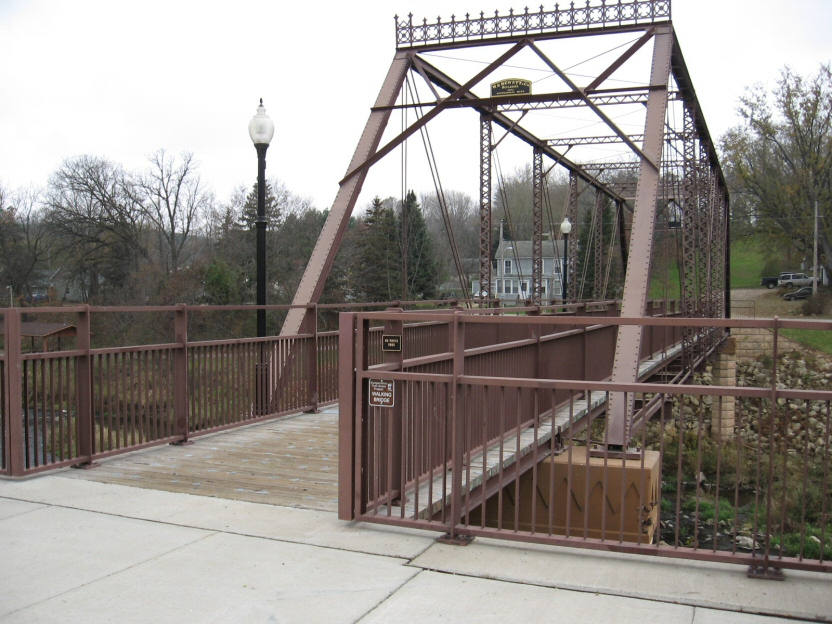
«Мост Улицы грецкого Ореха» — пешеходный мост, пересекающий реку Зумбру в городе Мазеппа. Включен в Национальный регистр исторических мест США

Был первоначально основан Гамлетом Фордом и его сыном Орвиллом Фордом в 1854 году как деревня. Название городу — Мазеппа — дал в 1855 году Ира О. Сили, приглашенный на открытие деревни, взяв его из любимого им произведения «Мазепа» лорда Байрона. Сохранилось такое описание деревни:
 Деревня эта не только важна для судоходство, но выгодна тем, что недалеко находится большая плотина, которая снабжает город Рочестер электроэнергией. Там достаточное количество церквей, система образования является хорошей. Деревня хорошо продумана, бизнес носит поступательный характер, большое количество прекрасных домов. Тень деревьев и хорошие прогулки добавляют комфорт этим прекрасным местам. Есть два банки и хорошие газеты. Основные деловые интересы села: мельница для помола, принадлежащая деревне, маслозавод и цех по обработке дерева и металла. В селе имеется довольно хороший лесопарк, четко изложены и украшены кустарники и цветы.
В избирательные списки деревня Мазеппа была включена в 1877 году.

## География
Город имеет общую площадь 2,5 км². Государственная автомобильная дорога Миннесоты № 60 является основным автомобильным маршрутом для жителей города.

Карта показывает границы земель в Графстве Вабаша, выделяя город Мазеппа красным цветом

## Население
По состоянию на 2000 год насчитывалось 778 человек, 312 семей, из них 214 семей проживают в городе. Численность населения в июле 2008 года — 771. Изменение численности населения с 2000 года: −0,9 %.
Плотность населения — 306,5 человек на квадратный километр. Расовый состав города — белые, афроамериканцев 1,29 %, американских индейцев, 0,13 %, и 0,51 % латиноамериканцев.
Население — 29,2 % в возрасте до 18 лет, 7,6 % от 18 до 24 лет, 28,8 % от 25 до 44 лет, 20,2 % от 45 до 64 лет и 14,3 %, которые в возрасте 65 лет и старше. Средний возраст составил 36 лет. На каждые 100 женщин приходится 99,0 мужчин. На каждые 100 женщин в возрасте 18 лет и старше насчитывалось 98,9 мужчин.

## Образование
Учащиеся средней школы посещают Зумброто-Мазеппинскую среднюю школу вместе с учащимися из соседнего города Зумброта.